# Puente de Madera
El puente de Madera es un antiguo puente de piedra ferroviario originario del siglo XX situado en la ciudad española de Albacete.

## Historia
El puente recibe su nombre por el puente de madera construido sobre la vía férrea que había en el lugar en el siglo XIX, conocido como «puente de Madera» desde mayo de 1859. Este se convirtió en un lugar recurrente para acabar con la propia vida. A principios del siglo XX se diseñó un nuevo puente para reemplazar al anterior, alzado en piedra, finalizado en 1905.
El puente se conserva a modo de monumento como símbolo de la memoria del tren y del pasado ferroviario de esta zona de la capital en lo que hoy en día es el Parque Lineal de Albacete, fuera de su entorno original sobre las vías del tren. Junto a él también se conserva un antiguo semáforo ferroviario que rememora de igual forma el pasado del tren por el territorio.

## Localización
El puente se encuentra en el centro de una concurrida rotonda entre dos tramos del Parque Lineal de la capital manchega por donde discurría antiguamente el ferrocarril en la plaza que recibe el mismo nombre.